# Living (película de 2022)
Living es una película dramática británica de 2022 dirigida por Oliver Hermanus a partir de un guion de Kazuo Ishiguro, adaptada de la película japonesa de 1952 Vivir (Ikiru) dirigida por Akira Kurosawa, que a su vez se inspiró en la novela rusa de 1886 La muerte de Iván Ilich de León Tolstoi. Ambientada en Londres en 1953, describe a un burócrata (Bill Nighy) que se enfrenta a una enfermedad terminal.
Living tuvo su estreno mundial en el Festival de Cine de Sundance de 2022 el 21 de enero de 2022 y fue estrenada en el Reino Unido el 4 de noviembre de 2022 por Lionsgate. La obra recibió críticas positivas, y la actuación de Nighy un reconocimiento especial.

## Trama
Inglaterra después de la Segunda Guerra Mundial, en los años 50. En el primer día de Peter Wakeling en el departamento de concesión de obras públicas del London County Hall, aprende todo lo que necesita saber sobre su futuro jefe, el señor Williams, y sus nuevos colegas Middleton, Rusbridger y Hart. Es viudo, un funcionario experimentado y se toma muy en serio la reconstrucción del país, aunque solo sea un pequeño eslabón en la burocracia.
Cuando Williams se entera de que solo le quedan siete meses de vida, no se lo cuenta a su hijo Michael ni a su nuera Fiona, y en lugar de ir a trabajar se va a la playa, a un pueblo de la costa. Allí conoce a un joven que decide emborracharlo. Williams y el aspirante a escritor Sutherland visitan un club de striptease en el muelle y pasan una noche salvaje juntos.
Al conocerlo, Williams se da cuenta de lo que es realmente importante para él y se pone en contacto con su ahora ex colega Margaret Harris. Con su ayuda, en las pocas semanas que le quedan, intenta llevar a cabo un proyecto que ama y construir un parque infantil en medio de las ruinas de un barrio bombardeado.

## Reparto
- Bill Nighy como el Sr. Williams
- Aimee Lou Wood como la señorita Harris
- Alex Sharp como el Sr. Wakeling
- Tom Burke como el Sr. Sutherland
- Adrian Rawlins como el Sr. Middleton
- Hubert Burton como el Sr. Rusbridger
- Oliver Chris como el Sr. Hart
- Michael Cochrane como Sir James
- Anant Varman como el Sr. Singh
- Zoe Boyle como la Sra. McMasters
- Lia Williams como la Sra. Herrero
- Jessica Flood como la Sra. Porter
- Patsy Ferran como Fiona Williams
- Barney Fishwick como Michael Williams
- Nichola McAuliffe como la Sra. Blake

## Producción
En octubre de 2020, se anunció el proyecto con Nighy y Wood como protagonistas. En diciembre de 2020, Lionsgate adquirió los derechos de distribución en el Reino Unido. En junio de 2021, comenzó el rodaje principal en el Reino Unido, se anunció que Sharp y Burke se habían unido a la película, y se mostró la primera imagen de la película. También se anunció que Toho, la distribuidora de la película, había adquirido también los derechos para Japón. El County Hall de Londres proporcionó el telón de fondo de la película y, además, fue cofinanciada a través de la organización benéfica County Hall Arts.

### Música
La música de la película fue compuesta por Emilie Levienaise-Farrouch, quien recientemente trabajó en La batalla olvidada de Matthijs van Heijningen Jr. y Censor de Prano Bailey-Bond. El álbum de la banda sonora con un total de nueve piezas musicales fue lanzado el 4 de abril de 2022 y publicado para su descarga por Atlantic Screen Music y Filmtrax en noviembre de 2022.

## Estreno
La película se estrenó en enero de 2022 en el Festival de Cine de Sundance de 2022 y se anunció que Sony Pictures Classics había adquirido los derechos de distribución en América del Norte, América Latina, India, Escandinavia, Europa del Este, Alemania, Sudáfrica, Sudeste de Asia y en las aerolíneas de todo el mundo. Se proyectó en el BFI London Film Festival en octubre de 2022 y en el TCL Chinese Theatre como parte del 2022 AFI Fest el 6 de noviembre de 2022. Se estrenó en cines en el Reino Unido el 4 de noviembre de 2022, junto con un estreno limitado en los Estados Unidos proyectado para el 23 de diciembre de 2022.

## Recepción

### Crítica
En Rotten Tomatoes, la película tiene un índice de aprobación del 94% según 145 reseñas, con una calificación promedio de 7.9/10. El consenso de los críticos del sitio dice: "Living se pone un listón muy alto al proponerse rehacer un clásico de Kurosawa, y el director Oliver Hermanus y la estrella Bill Nighy lo superan de manera triunfal". En Metacritic, tiene una puntuación media ponderada de 80 sobre 100, según 36 reseñas.
El crítico Brian Tallerico comentó en el contexto del Festival de Cine de Sundance que se trata de "una conmovedora elegía sobre el valor de la vida basada en una de las mejores películas jamás realizadas, "Ikiru" de Akira Kurosawa. Esa es una de mis películas favoritas de todos los tiempos, pero aun así encontré gracia y valor en esta actualización debido a la atención al detalle y la corriente emocional de las personas que la hicieron. Sin rodeos, ayuda mucho a validar una nueva versión si se tiene un autor ganador del Premio Nobel haciendo la adaptación, y Kazuo Ishiguro (Lo que queda del día, Nunca me abandones) transporta la historia de la obra maestra de Kurosawa a la Inglaterra posterior a la Segunda Guerra Mundial de una manera que se siente genuina. El guion de Ishiguro es una belleza, pero es la forma en que Bill Nighy transmite sus ritmos sutiles lo que eleva "Living"." 

### Premios y nominaciones
| Premio                                              | Fecha de la ceremonia   | Categoría                                                      | Nominados                                                           | Resultado    | Ref.          |
| --------------------------------------------------- | ----------------------- | -------------------------------------------------------------- | ------------------------------------------------------------------- | ------------ | ------------- |
| Hollywood Music in Media Awards                     | 16 de noviembre de 2022 | Mejor banda sonora original en una película independiente      | Émilie Levienaise-Farrouch                                          | Ganadora     | [ 17 ]        |
| British Independent Film Awards                     | 4 de diciembre de 2022  | Mejor película independiente británica                         | Oliver Hermanus, Kazuo Ishiguro, Stephen Woolley, Elizabeth Karlsen | Nominados    | [ 18 ] [ 19 ] |
| British Independent Film Awards                     | 4 de diciembre de 2022  | Mejor director                                                 | Oliver Hermanus                                                     | Nominado     | [ 18 ] [ 19 ] |
| British Independent Film Awards                     | 4 de diciembre de 2022  | Mejor actuación principal                                      | Bill Nighy                                                          | Nominado     | [ 18 ] [ 19 ] |
| British Independent Film Awards                     | 4 de diciembre de 2022  | Mejor actuación de reparto                                     | Aimee Lou Madera                                                    | Nominada     | [ 18 ] [ 19 ] |
| British Independent Film Awards                     | 4 de diciembre de 2022  | Mejor guion                                                    | Kazuo Ishiguro                                                      | Nominado     | [ 18 ] [ 19 ] |
| British Independent Film Awards                     | 4 de diciembre de 2022  | Mejor reparto                                                  | Kahleen Crawford                                                    | Nominada     | [ 18 ] [ 19 ] |
| British Independent Film Awards                     | 4 de diciembre de 2022  | Mejor diseño de vestuario                                      | Sandy Powell                                                        | Nominada     | [ 18 ] [ 19 ] |
| British Independent Film Awards                     | 4 de diciembre de 2022  | Mejor supervisión musical                                      | Rupert Hollier                                                      | Nominado     | [ 18 ] [ 19 ] |
| British Independent Film Awards                     | 4 de diciembre de 2022  | Mejor diseño de producción                                     | Helen Scott                                                         | Ganadora     | [ 18 ] [ 19 ] |
| National Board of Review                            | 8 de diciembre de 2022  | Top 10 Películas Independientes                                | Living                                                              | Ganadora     | [ 20 ]        |
| Camerimage                                          | 2022                    | Premio Rana de Bronce                                          | Jamie Ramsay                                                        | Ganador      |               |
| Asociación de Críticos de Cine de Los Ángeles       | 11 de diciembre de 2022 | Mejor actuación principal                                      | Bill Nighy                                                          | Ganador      | [ 21 ]        |
| Asociación de Críticos de Cine de Chicago           | 14 de diciembre de 2022 | Mejor actor                                                    | Bill Nighy                                                          | Nominado     | [ 22 ]        |
| Asociación de Críticos de Cine de Dallas-Fort Worth | 19 de diciembre de 2022 | Mejor actor                                                    | Bill Nighy                                                          | Cuarto lugar | [ 23 ]        |
| Premios Globo de Oro                                | 10 de enero de 2023     | Mejor actor - Drama                                            | Bill Nighy                                                          | Nominado     | [ 24 ]        |
| Premios de la Crítica Cinematográfica               | 15 de enero de 2023     | Mejor actor                                                    | Bill Nighy                                                          | Pendiente    | [ 25 ]        |
| Premios de la Crítica Cinematográfica               | 15 de enero de 2023     | Mejor guion adaptado                                           | Kazuo Ishiguro                                                      | Pendiente    | [ 25 ]        |
| London Film Critics' Circle                         | 5 de febrero de 2023    | Mejor película del año                                         | Living                                                              | Pendiente    | [ 26 ]        |
| London Film Critics' Circle                         | 5 de febrero de 2023    | Mejor película británica/irlandesa del año                     | Living                                                              | Pendiente    | [ 26 ]        |
| London Film Critics' Circle                         | 5 de febrero de 2023    | Mejor actor del año                                            | Bill Nighy                                                          | Pendiente    | [ 26 ]        |
| London Film Critics' Circle                         | 5 de febrero de 2023    | Mejor actor británico/irlandés del año (por cuerpo de trabajo) | Bill Nighy                                                          | Pendiente    | [ 26 ]        |
| Festival Internacional de Cine de San Sebastián     | 2022                    | Premio del Público/Premio del Público Ciudad de Donostia       | Oliver Hermanus                                                     | Nominado     |               |
| Premios Satellite                                   | 11 de febrero de 2023   | Mejor película - Drama                                         | Living                                                              | Pendiente    | [ 27 ]        |
| Premios Satellite                                   | 11 de febrero de 2023   | Mejor actor - Drama                                            | Bill Nighy                                                          | Pendiente    | [ 27 ]        |
| Premios Satellite                                   | 11 de febrero de 2023   | Mejor guion adaptado                                           | Kazuo Ishiguro                                                      | Pendiente    | [ 27 ]        |
| Premios Satellite                                   | 11 de febrero de 2023   | Mejor diseño de vestuario                                      | Sandy Powell                                                        | Pendiente    | [ 27 ]        |